# Darío Silva
Darío Debray Silva Pereira (Treinta y Tres, 2 de noviembre de 1972) es un exjugador de fútbol uruguayo que jugaba como delantero. Representó a la Selección de Uruguay en 49 ocasiones a nivel internacional, marcando 14 goles, y se retiró del fútbol internacional después de sufrir un accidente automovilístico.

## Biografía
Introducido ya en el fútbol profesional, fue Internacional con su selección, comenzó su andadura futbolística en el Peñarol de Uruguay (1992-95) donde consiguió 3 campeonatos uruguayos, los primeros del segundo quinquenio del club. Dio el salto al fútbol europeo con su incorporación al Cagliari italiano donde permaneció hasta el año 98. Más tarde el delantero entró a formar parte de la plantilla del RCD Espanyol de la liga española, donde permaneció un año. 
En 1999 fichó por el Málaga Club de Fútbol, donde formó una dupla temible con Dely Valdés, conocida como la doble D, hasta el año 2003, momento en el que es traspasado al Sevilla Fútbol Club. Darío Silva fue el fichaje estrella esa temporada, abanderando el salto de calidad que se promovía desde la entidad. Aunque su rendimiento no fue el esperado, nunca se le negó su constante lucha. Tras dos temporadas, en 2005 fue cedido al Portsmouth de Inglaterra hasta el año 2006.
Al término de su carrera futbolística europea, regresó a Uruguay, aunque sin retirarse por completo del mundo del fútbol. Trabajó junto a René Ramos, hermano de Sergio Ramos en una agencia de representación de jugadores. 

### Selección nacional
Participaciones en Copas del Mundo
| Mundial                        | Sede                  | Resultado    | Partidos | Goles |
| ------------------------------ | --------------------- | ------------ | -------- | ----- |
| Copa Mundial de Fútbol de 2002 | Corea del Sur y Japón | Primera fase | 3        | 0     |

Participaciones en FIFA Confederaciones
| Copa                 | Sede           | Resultado    | Part. | Goles |
| -------------------- | -------------- | ------------ | ----- | ----- |
| Confederaciones 1997 | Arabia Saudita | Cuarto lugar | 5     | 2     |

Participaciones en Copa América
| Copa              | Sede | Resultado    | Partidos | Goles |
| ----------------- | ---- | ------------ | -------- | ----- |
| Copa América 2004 | Perú | Tercer lugar | 5        | 2     |

### Accidente automovilístico
El 23 de septiembre de 2006, Silva resultó herido de gravedad en un accidente de coche en Montevideo. El accidente ocurrió cuando Silva perdió el control de su camioneta y salió disparado del vehículo, chocando con un poste de luz. En el impacto Silva se fracturó el cráneo, quedando inconsciente y sufriendo una fractura grave en su pierna derecha. En el momento del accidente Silva viajaba con otros dos exfutbolistas, Elbio Papa y Dardo Pereira que no resultaron seriamente heridos.
El día del accidente, un equipo de 5 médicos tomó la decisión de amputar la parte inferior a la rodilla de su pierna, y Silva fue sometido a una cirugía de 3 horas y media. Fue inducido a coma por la amputación. Después de la operación, se temió que la amputación se infectara, no obstante, su condición fue declarada estable unos pocos días después cuando se recuperó en la Asociación Española de Montevideo. Los trabajadores en la mutualista esperaron que Silva se recuperara completamente. Silva abandonó la mutualista el 5 de octubre y regresó a su casa en Montevideo.

### Después del accidente
El 6 de octubre de 2006, algunos reportes sugirieron que se le ofreció un trabajo a Silva como experto de fútbol en su nativo Uruguay. 
En noviembre de 2006, un periódico británico, Daily Mail, reportó que Silva tiene el propósito de llegar a los Juegos Olímpicos de 2012 como remador.
Luego de algunos años a día de hoy, en 2009, Darío Silva está dedicado a los caballos de carreras en medio de hipódromos en vez de estadios de fútbol.
Dos años y medio después de su lesión, Darío Silva volvió a jugar. La ocasión se dio en un partido benéfico disputado en la ciudad de Punta del Este, en el cual coincidió con figuras de la televisión, antiguos futbolistas y otros famosos de Uruguay y Argentina. Además, el uruguayo marcó dos goles, uno de penalti durante el partido y otro en la tanda de penaltis, que sirvió para dar el triunfo a su equipo.
Sin embargo, en mayo de 2019, el programa español El Chiringuito, informó que Silva se dedicaba a trabajar como mesero en una pizzería de Málaga, tras perder parte de su dinero a causa de algunos de sus representantes. Desde entonces trabaja en el Cádiz de scouting.

## Trayectoria
Silva inició su carrera en 1991 cuando se unió al Defensor Sporting Club. De ahí jugó para el Peñarol y el Cagliari Calcio, donde tuvo el sobrenombre de "sa pibinca", la palabra sarda para "molesto", debido a su frenético estilo de ataque. Después jugó para el Real Club Deportivo Espanyol, Málaga Club de Fútbol y Sevilla Fútbol Club. Después de pasar dos años en la Liga Española con el Sevilla FC, Silva decidió cancelar el último año de su contrato al descubrir que no estaba dentro de los planes para la nueva campaña del entrenador Joaquín Caparrós. Se unió al Portsmouth Football Club en una transferencia libre desde el Sevilla en 2005, firmando un contrato de dos años. Sin embargo, el jugador no impactó debido a una lesión en el tobillo, y después de haber anotado sólo 3 goles en 15 partidos fue liberado de su contrato el 14 de febrero de 2006.

## Clubes
| Club          | País       | Año       | Partidos | Goles |
| ------------- | ---------- | --------- | -------- | ----- |
| Defensor      | Uruguay    | 1991-1992 | 33       | 9     |
| Peñarol       | Uruguay    | 1993-1995 | 56       | 35    |
| Cagliari      | Italia     | 1995-1998 | 97       | 24    |
| Espanyol      | España     | 1999      | 17       | 3     |
| Málaga        | España     | 1999-2003 | 115      | 38    |
| Sevilla       | España     | 2003-2005 | 65       | 13    |
| Portsmouth    | Inglaterra | 2005-2006 | 15       | 3     |
| Total carrera |            | 1991-2006 | 398      | 125   |

## Palmarés

### Torneos Nacionales
| Título              | Club    | País    | Año  |
| ------------------- | ------- | ------- | ---- |
| Campeonato Uruguayo | Peñarol | Uruguay | 1993 |
| Campeonato Uruguayo | Peñarol | Uruguay | 1994 |
| Campeonato Uruguayo | Peñarol | Uruguay | 1995 |

### Torneos internacionales
| Título         | Club   | País   | Año  |
| -------------- | ------ | ------ | ---- |
| Copa Intertoto | Málaga | España | 2002 |

### Distinciones individuales
| Distinción                                         | Año  |
| -------------------------------------------------- | ---- |
| Máximo goleador del Campeonato Uruguayo (19 goles) | 1994 |